# Li Kongzheng
Pour les articles homonymes, voir Li.
Dans ce nom chinois, le nom de famille, Li, précède le nom personnel.
Li Kongzheng, né le 4 mai 1959 à Nanning, est un plongeur chinois.

## Carrière
Li Kongzheng remporte la médaille d'or du plongeon à 10 mètres aux Jeux asiatiques de 1974 à Téhéran, puis la médaille d'argent du plongeon à 3 mètres aux Jeux asiatiques de 1978 à Bangkok et la médaille d'or au plongeon à 3 mètres aux Jeux asiatiques de 1982 à New Delhi. Aux Jeux olympiques de 1984 à Los Angeles, il est médaillé de bronze du plongeon à 10 mètres. 
Il remporte la Coupe du monde de plongeon à 10 mètres en 1985 à Shanghai et obtient la médaille d'argent du plongeon à 10 mètres aux Championnats du monde de natation 1986 à Madrid.